# Hănești
Hănești est une commune du județ de Botoșani en Roumanie.